# Саттагидия

Саттагидия в восточной части империи Ахеменидов

Саттагидия (др.-перс. 𐎰𐎫𐎦𐎢𐏁 Thataguš — [страна] сотен коров) — сатрапия в государстве Ахеменидов, на территории центрального Афганистана (Кабул) и северо-западного Пакистана. Столицей сатрапии был город Таксила. Северной границей Саттагидии был Гиндукуш, за которым начиналась Бактрия; на юге — Арахозия, на востоке — Гандхара.
После походов Александра Македонского вошла в состав государства Селевкидов и стала известна как Паропамисады.